# Rafael Pastor Marco
Rafael Pastor Marco (Alicante, 30 de noviembre de 1860 - La Habana, 13 de mayo de 1943) fue un compositor y maestro de capilla español activo en Cuba.

## Biografía
Rafael Pastor Marco nació en Alicante, el 30 de noviembre de 1860. Se formó musicalmente en la misma ciudad con los maestros de capilla de la Colegiata, Francisco Villar y Domingo Gisbert. El talento musical de Pastor viene mostrado con la composición de un Miserere que realizó con 17 años con ayuda de Ramón Gorgé. El miserere fue estrenado en la Colegiata de Alicante para voces y gran orquesta. Algún tiempo después, en posesión dela plaza de maestro de capilla de la misma Colegiata, compuso una Misa en si bemol y una Salve, preludios de su cosecha posterior.
Trasladado a Madrid, perfeccionó sus estudios de Armonía e Instrumentación con el maestro Cosme de Benito y Canto con Napoleón Verger. Ocupó la plaza de bajo cantante en la Capilla Real durante muchos años y escribiendo en esa época más de 100 obras de carácter sacro. También compuso valses, polkas, jotas, romanzas y pasodobles, entre las que destacan la tanda de valses Philadelphia.
Llegó a La Habana en 1896 y se integró en la vida musical de la ciudad. Fundó el Conservatorio Pastor, habiendo compuesto durante los treinta y seis años de residencia en Cuba más de 150 obras musicales, entre las que descuellan los poemas sinfónicos A la memoria de Wagner y En la tumba de Verdi; el oratorio La aparición del Salvador, y otras obras sacras; una Polonesa de concierto a gran orquesta; varias Suites para orquesta; minués, marchas, himnos y composiciones de todo género, acogidas con grandes elogios. Su música sacra fue interpretada en las principales iglesias de la ciudad: la Merced, Monserrate y la Caridad. Las composiciones seculares se estrenaron en el Casino Español y los teatros Payret y Nacional.
Falleció en La Habana el 13 de mayo de 1943. Fue fundador de la Academia Nacional de Artes y Letras de La Habana y recibió las Palmas Académicas de Francia.